# Bataille de Jeonju
Guerre Imjin
La bataille de Jeonju de 1592 est une des premières batailles en Corée lors de l'invasion japonaise de la Corée.
Même si c'est une bataille relativement mineure par rapport aux autres au cours de la campagne de Corée, c'est l'une des victoires sur terre les plus importantes pour les forces coréennes sur les Japonais. Le commandant coréen Yi Gwang conduit son armée qui finit par vaincre le commandant adverse, Kobayakawa Takakage, dont la division est repoussée à Geumsan.

## Source de la traduction
- (en) Cet article est partiellement ou en totalité issu de l’article de Wikipédia en anglais intitulé « Battle of Jeonju » (voir la liste des auteurs).